# Vega Baja (Porto Rico)
Pour les articles homonymes, voir Vega (homonymie).
La municipalité de Vega Baja, sur l'île de Porto Rico (Code International : PR.VB) couvre une superficie de 121 km² et regroupe 61 929 habitants (au 31 décembre 2006).

## Culture
Bad Bunny y est né en 1994 (chanteur et catcheur a la WWE)